# 코리아국제학원
코리아국제학원(コリア国際学園, Korea International School, 약칭: KIS)은 2008년 4월에 일본 오사카부 이바라키시에 개교한 한국 국제학교이다. 대한민국 학력을 인정받을 수 있다. 

## 개요
원칙적으로 한국어로 수업을 하며, 일반 공립학교의 약 3배인 주당 12시간의 영어 수업을 실시한다. 일부분 일본어 수업도 있다. 일본 학교교육법상 '일조교(一条校)'로 지정되면 대부분 일본 교과서를 사용해 일본어 수업을 진행해야 한다는 이유로, 이 학교는 일조교가 아니라 특정비영리활동법인 자격을 갖고 있다. 재일동포 자녀를 대상으로 하지만, 2008년도에는 중등부 11명, 고등부 15명 중 일본인이 5명 포함됐다.

## 설립준비위원
- 김시종(시인)
- 강상중
- 문홍선(주식회사 아스코홀딩스 CEO)
- 이강열(윙그룹 회장)
- 강성(르포라이터)
- 백성기(주식회사 백코퍼레이션 사장)
- 구로다 세이타로(黒田征太郎, 일러스트레이터)
- 양석일(작가)
- 박일 오사카시립대학 경제학부 교수
- 홍효자

## 같이 보기
- 서울일본인학교
- 부산일본인학교